# Olympische Jugend-Sommerspiele 2018
Die III. Olympischen Jugend-Sommerspiele (spanisch: Juegos Olímpicos de la Juventud de 2018) wurden vom 6. bis 18. Oktober 2018 in Buenos Aires ausgetragen. In der argentinischen Hauptstadt kämpften 3.348 Athleten zwischen 15 und 18 Jahren bei 185 Wettbewerben um Medaillen. Im Juli 2013 erhielt Buenos Aires den Zuschlag vom IOC. Für die Ausrichtung hatten sich ursprünglich die Städte Buenos Aires, Glasgow, Guadalajara, Medellín, Posen und Rotterdam beworben, Posen zog seine Kandidatur im Oktober 2012 zurück.

## Bewerbung
Der Bewerbungsprozess um die Ausrichtung der Olympischen Jugend-Sommerspiele 2018 begann am 15. September 2011. Das IOC gab im März 2012 die sechs Bewerberstädte (Buenos Aires, Glasgow, Guadalajara, Medellín, Rotterdam und Posen) bekannt und nominierte im Januar 2013 die Kandidatenstädte (Buenos Aires, Medellín, Glasgow). Posen galt als Mitfavorit, musste seine Bewerbung jedoch im Oktober 2012 zurückziehen, da der Stadtrat die nötigen finanziellen Garantien abgelehnt hatte. Am 4. Juli 2013 wurde Buenos Aires als Gastgeberstadt der III. Olympischen Jugend-Sommerspiele durch die Mitglieder des IOCs gewählt.
| Stadt        | Staat                  | Runde 1 | Runde 2 |
| Buenos Aires | Argentinien            | 40      | 49      |
| Medellín     | Kolumbien              | 32      | 39      |
| Glasgow      | Vereinigtes Königreich | 13      | –       |

## Organisation

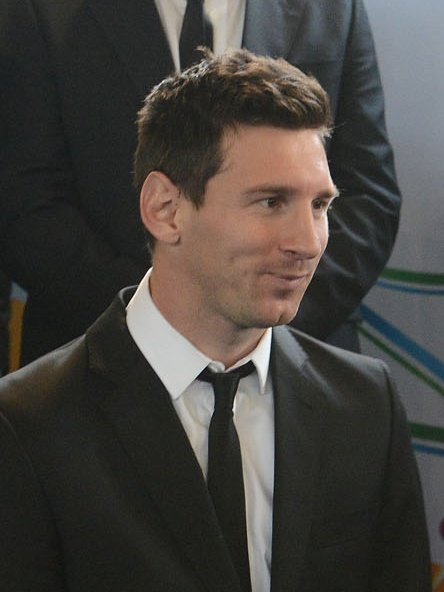
Lionel Messi war Botschafter.

Die Kandidatur Buenos Aires 2018 wurde am 30. August 2011 bekanntgegeben und ist Argentiniens erste Bewerbung um die Ausrichtung Olympischer Jugendspiele, jedoch bewarb sich die argentinische Hauptstadt bereits 1936, 1956, 1968 und 2004 erfolglos um die Olympischen Sommerspiele. Im Oktober 2013 ernannte IOC-Präsident Thomas Bach den namibischen Sprinter Frank Fredericks zum Vorsitzenden des Organisationskomitees der 3. Olympischen Jugend-Sommerspiele 2018. Nach Korruptionsvorwürfen legte Fredericks dieses Amt 2017 nieder.
Der Fußballer und Olympiasieger Lionel Messi war Botschafter für die Spiele in Argentinien. Er sendete eine Video-Willkommensbotschaft an die jungen Athleten in Buenos Aires während der Schlussfeier in Nanjing/China 2014.

## Sportstätten

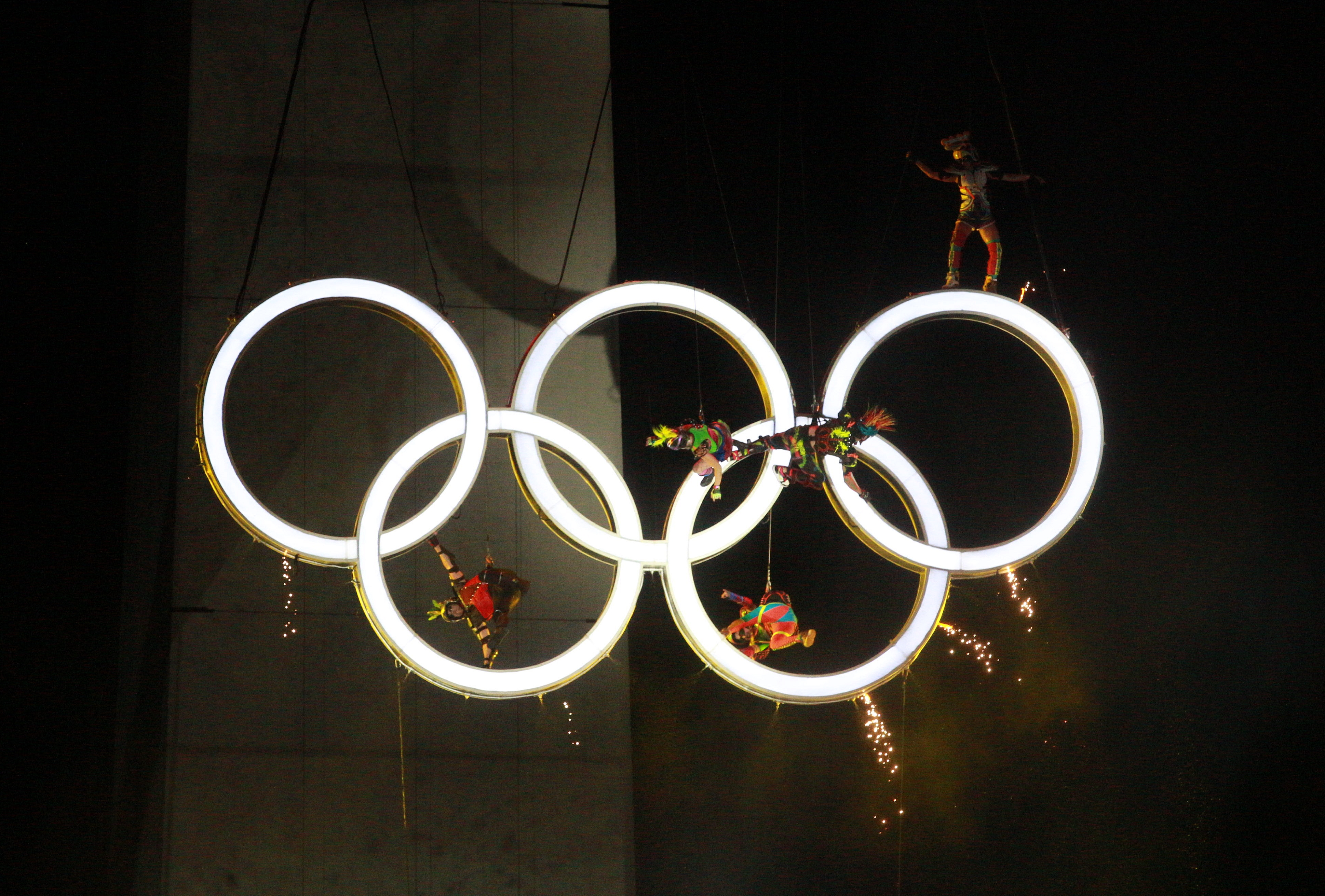
Die olympischen Ringe während der Eröffnungsfeier.

Zu Beginn der Bewerbung waren für die Spiele in Buenos Aires zwei Zonen („Green Corridor“ und „Roca Park“) geplant. Später gab es ein 4-Zonen-Konzept, welches die Spiele in den Stadtkernen stattfinden lassen sollte. Schlussendlich wurden die Wettbewerbe fünf großen Sportstätten und drei kleineren Anlagen außerhalb von Buenos Aires ausgetragen.
Green Park

Der Green Park war Austragungsort für die Wettkämpfe im Segeln, Beachvolleyball, Triathlon, Radsport sowie die entsprechenden Wettbewerbe im Rahmen des Modernen Fünfkampfs, Tennis, Reiten (im benachbarten Club Hipico Argentino) und Futsal (im ebenfalls benachbarten CeNARD) ausgetragen.
Urban Park

Befindet sich am Río de la Plata. Dort fanden die Ruder- und Kajak-Wettbewerbe sowie das Basketball-3x3-Turnier, Breaking, Sportklettern statt.
Youth Olympic Park

Die Zone erstreckt sich über den Roca Park mit einer Fläche von 200 Hektar im Viertel Villa Soldati im Süden von Buenos Aires. Dort waren die Sportstätten zu den Sportarten Leichtathletik, Schwimmen und Wasserspringen, Moderner Fünfkampf (Schießen, Laufen, Fechten und Schwimmen), Feldhockey, Boxen, Rhythmische Sportgymnastik, Geräteturnen, Judo, Karate, Trampolinturnen, Taekwondo, Gewichtheben und Ringen zu finden. Auch das Youth Olympic Village wurde in dieser Zone errichtet. Dadurch konnten 65 Prozent der Athleten zu Fuß an ihre jeweiligen Sportstätten gelangen. Die Abschlussfeier fand im Youth Olympic Village statt.
Tecnópolis

Im Industrie-Park Tecnópolis wurden die Wettbewerbe der Sportarten Futsal, Tischtennis und Badminton ausgetragen. Bogenschießen, Beachhandball und die Schießwettbewerbe fanden im benachbarten Parque Sarmiento statt.
Paseo de la Costa

Etwas außerhalb der Stadt Buenos Aires befand sich in Vicente López die temporär errichtete Sportstätte Paseo de la Costa, in der die Wettbewerbe im Roller-Speedskating und die BMX-Rennen ausgetragen wurden.
Weitere Sportstätten

Neben den fünf Hauptsportstätten gab es drei Sportstätten außerhalb von Buenos Aires, die nur für einzelne Sportarten genutzt wurden. Im Hurlingham Club fanden die Golfwettbewerbe sowie die Polo-Demonstration statt, im Club Náutico San Isidro wurden die Wettbewerbe im Segeln ausgetragen und 7er-Rugby fand im Club Atlético San Isidro Sede La Boya statt.

## Symbolik
Das Logo der Spiele wurde im Juli 2015 enthüllt. Jeder Buchstabe repräsentierte ein Wahrzeichen der Stadt, darunter die Floralis Genérica, den Torre Espacial, das Teatro Colón, die Nationalbibliothek der Republik Argentinien oder den Obelisk von Buenos Aires, an dem auch die Eröffnungsfeier stattfand.
Das offizielle Maskottchen der Spiele war der Jaguar Pandi.

## Sportarten
Bei den Olympischen Jugend-Sommerspielen 2018 fanden 185 Wettbewerbe in 28 Sportarten und 31 Disziplinen statt, das IOC führte hierbei Wasserspringen und Schwimmen als Aquatics (Wassersport) sowie Rhythmische Sportgymnastik, Geräteturnen und Trampolinturnen als Gymnastics (Turnen).
Als Demonstrationssportarten waren Squash, Karting und Polo im Programm.
| Zeitplan            | Zeitplan                   | Zeitplan                   | Zeitplan | Zeitplan | Zeitplan | Zeitplan | Zeitplan | Zeitplan | Zeitplan | Zeitplan | Zeitplan | Zeitplan | Zeitplan | Zeitplan | Zeitplan | Zeitplan       |
| Disziplin           | Disziplin                  | Disziplin                  | Sa. 6.   | So. 7.   | Mo. 8.   | Di. 9.   | Mi. 10.  | Do. 11.  | Fr. 12.  | Sa. 13.  | So. 14.  | Mo. 15.  | Di. 16.  | Mi. 17.  | Do. 18.  | Entscheidungen |
| Disziplin           | Disziplin                  | Disziplin                  | Oktober  | Oktober  | Oktober  | Oktober  | Oktober  | Oktober  | Oktober  | Oktober  | Oktober  | Oktober  | Oktober  | Oktober  | Oktober  | Oktober        |
| ------------------- | -------------------------- | -------------------------- | -------- | -------- | -------- | -------- | -------- | -------- | -------- | -------- | -------- | -------- | -------- | -------- | -------- | -------------- |
| Eröffnungsfeier     |                            |                            |          |          |          |          |          |          |          |          |          |          |          |          |          |                |
| Badminton           | Badminton                  | Badminton                  |          |          |          |          |          |          | 3        |          |          |          |          |          |          | 3              |
| 3×3-Basketball      | 3×3-Basketball             | 3×3-Basketball             |          |          |          |          |          |          |          |          |          | 2        |          | 2        |          | 4              |
| Beachhandball       | Beachhandball              | Beachhandball              |          |          |          |          |          |          |          | 2        |          |          |          |          |          | 2              |
| Beachvolleyball     | Beachvolleyball            | Beachvolleyball            |          |          |          |          |          |          |          |          |          |          |          | 2        |          | 2              |
| Bogenschießen       | Bogenschießen              | Bogenschießen              |          |          |          |          |          |          |          |          | 1        |          | 1        | 1        |          | 3              |
| Boxen               | Boxen                      | Boxen                      |          |          |          |          |          |          |          |          |          |          |          | 8        | 5        | 13             |
| Breaking            | Breaking                   | Breaking                   |          |          | 2        |          |          | 1        |          |          |          |          |          |          |          | 3              |
| Fechten             | Fechten                    | Fechten                    |          | 2        | 2        | 2        | 1        |          |          |          |          |          |          |          |          | 7              |
| Futsal              | Futsal                     | Futsal                     |          |          |          |          |          |          |          |          |          |          |          | 1        | 1        | 2              |
| Gewichtheben        | Gewichtheben               | Gewichtheben               |          | 2        | 2        | 2        |          | 2        | 2        | 2        |          |          |          |          |          | 12             |
| Golf                | Golf                       | Golf                       |          |          |          |          |          | 1        |          |          |          | 1        |          |          |          | 3              |
| Hockey              | Hockey                     | Hockey                     |          |          |          |          |          |          |          |          | 2        |          |          |          |          | 2              |
| Inline-Speedskating | Inline-Speedskating        | Inline-Speedskating        |          | 4        | 2        |          |          |          |          |          |          |          |          |          |          | 2              |
| Judo                | Judo                       | Judo                       |          | 3        | 3        | 2        | 1        |          |          |          |          |          |          |          |          | 9              |
| Kanusport           | Kanurennsport              | Kanurennsport              |          |          |          |          |          |          | 2        | 2        |          |          |          |          |          | 4              |
| Kanusport           | Kanuslalom                 | Kanuslalom                 |          |          |          |          |          |          |          |          |          | 2        | 2        |          |          | 4              |
| Karate              | Karate                     | Karate                     |          |          |          |          |          |          |          |          |          |          |          | 3        | 3        | 6              |
| Leichtathletik      | Leichtathletik             | Leichtathletik             |          |          |          |          |          |          |          |          | 9        | 16       | 11       |          |          | 36             |
| Moderner Fünfkampf  | Moderner Fünfkampf         | Moderner Fünfkampf         |          |          |          |          |          |          |          | 1        | 1        |          | 1        |          |          | 3              |
| Radsport            | BMX                        | Freestyle                  |          |          |          |          |          | 1        |          |          |          |          |          |          |          | 1              |
| Radsport            | BMX                        | Race                       |          | 1        |          |          |          |          |          |          |          |          |          |          |          | 1              |
| Radsport            | Kombination                | Kombination                |          |          |          |          |          |          |          |          |          |          |          | 2        |          | 2              |
| Reiten              | Reiten                     | Reiten                     |          |          |          | 1        |          |          |          | 1        |          |          |          |          |          | 2              |
| Ringen              | Freistil                   | Freistil                   |          |          |          |          |          |          |          | 5        | 5        |          |          |          |          | 10             |
| Ringen              | Griechisch-Römisch         | Griechisch-Römisch         |          |          |          |          |          |          | 5        |          |          |          |          |          |          | 5              |
| Rudern              | Rudern                     | Rudern                     |          |          |          |          | 4        |          |          |          |          |          |          |          |          | 4              |
| 7er-Rugby           | 7er-Rugby                  | 7er-Rugby                  |          |          |          |          |          |          |          |          |          | 2        |          |          |          | 2              |
| Schießen            | Schießen                   | Schießen                   |          | 1        | 1        | 1        | 1        | 1        | 1        |          |          |          |          |          |          | 6              |
| Schwimmsport        | Schwimmen                  | Schwimmen                  |          | 3        | 8        | 5        | 7        | 4        | 9        |          |          |          |          |          |          | 36             |
| Schwimmsport        | Wasserspringen             | Wasserspringen             |          |          |          |          |          |          |          | 1        | 1        | 1        | 1        | 1        |          | 5              |
| Segeln              | Segeln                     | Segeln                     |          |          |          |          |          |          | 2        | 3        |          |          |          |          |          | 5              |
| Sportklettern       | Sportklettern              | Sportklettern              |          |          |          | 1        | 1        |          |          |          |          |          |          |          |          | 2              |
| Taekwondo           | Taekwondo                  | Taekwondo                  |          | 2        | 2        | 2        | 2        | 2        |          |          |          |          |          |          |          | 10             |
| Tennis              | Tennis                     | Tennis                     |          |          |          |          |          |          |          | 2        | 3        |          |          |          |          | 5              |
| Tischtennis         | Tischtennis                | Tischtennis                |          |          |          |          | 2        |          |          |          |          | 1        |          |          |          | 3              |
| Triathlon           | Triathlon                  | Triathlon                  |          | 1        | 1        |          |          | 1        |          |          |          |          |          |          |          | 3              |
| Turnsport           | Akrobatik                  | Akrobatik                  |          |          |          |          |          |          |          |          |          | 1        |          |          |          | 1              |
| Turnsport           | Gerätturnen                | Gerätturnen                |          |          |          |          | 1        | 1        | 1        | 4        | 2        | 4        |          |          |          | 13             |
| Turnsport           | Rhythmische Sportgymnastik | Rhythmische Sportgymnastik |          |          |          |          |          |          |          |          |          |          | 1        |          |          | 1              |
| Turnsport           | Trampolinturnen            | Trampolinturnen            |          |          |          |          |          |          |          |          | 2        |          |          |          |          | 2              |
| Schlussfeier        |                            |                            |          |          |          |          |          |          |          |          |          |          |          |          |          |                |
| Entscheidungen      | Entscheidungen             | Entscheidungen             |          | 15       | 23       | 18       | 18       | 15       | 25       | 23       | 26       | 30       | 17       | 20       | 9        | 239            |
|                     |                            |                            | Sa. 6.   | So. 7.   | Mo. 8.   | Di. 9.   | Mi. 10.  | Do. 11.  | Fr. 12.  | Sa. 13.  | So. 14.  | Mo. 15.  | Di. 16.  | Mi. 17.  | Do. 18.  |                |
| Oktober             |                            |                            |          |          |          |          |          |          |          |          |          |          |          |          |          |                |

Farblegende

## Teilnehmer
| Europa (1.516 Athleten aus 50 Nationen) | Europa (1.516 Athleten aus 50 Nationen) | Europa (1.516 Athleten aus 50 Nationen) |
| --- | --- | --- |
| - Albanien (5) - Andorra (8) - Armenien (8) - Aserbaidschan (17) - Belarus (37) - Belgien (32) - Bosnien und Herzegowina (6) - Bulgarien (24) - Dänemark (11) - Deutschland (74) - Estland (23) - Finnland (25) - Frankreich (98) - Georgien (15) - Griechenland (33) - Großbritannien (43) - Irland (16) | - Island (9) - Israel (19) - Italien (83) - Kosovo * (5) - Kroatien (36) - Lettland (19) - Liechtenstein (3) - Litauen (15) - Luxemburg (10) - Malta (4) - Mazedonien (6) - Moldau (17) - Monaco (5) - Montenegro (2) - Niederlande (41) - Norwegen (16) - Österreich (42)                        | - Polen (69) - Portugal (41) - Rumänien (34) - Russland (93) - San Marino (4) - Schweden (18) - Schweiz (40) - Serbien (16) - Slowakei (33) - Slowenien (26) - Spanien (86) - Tschechien (53) - Türkei (56) - Ukraine (55) - Ungarn (79) - Zypern (6)                                                     |
| Amerika (944 Athleten aus 41 Nationen) | | |
| - Amerikanische Jungferninseln (4) - Antigua und Barbuda (5) - Argentinien (142) - Aruba (7) - Bahamas (7) - Barbados (4) - Belize (2) - Bermuda (3) - Bolivien (19) - Brasilien (79) - Britische Jungferninseln (2) - Cayman Islands (3) - Chile (44) - Costa Rica (17)                                  | - Dominica (4) - Dominikanische Republik (20) - Ecuador (29) - El Salvador (4) - Grenada (4) - Guatemala (9) - Guyana (4) - Haiti (3) - Honduras (4) - Jamaika (12) - Kanada (72) - Kolumbien (53) - Kuba (19) - Mexiko (93)                                                                      | - Nicaragua (3) - Paraguay (26) - Panama (16) - Peru (16) - Puerto Rico (22) - St. Kitts und Nevis (2) - St. Lucia (3) - St. Vincent und die Grenadinen (6) - Suriname (3) - Trinidad und Tobago (13) - Uruguay (26) - Venezuela (53) - Vereinigte Staaten (87)                                           |
| Asien (777 Athleten aus 44 Nationen) | | |
| - Afghanistan (3) - Bahrain (4) - Bangladesch (13) - Bhutan (3) - Brunei (3) - China, Volksrepublik (82) - Chinesisch Taipeh (59) - Hongkong (25) - Indien (46) - Indonesien (17) - Irak (15) - Iran (49) - Japan (91) - Jemen (3) - Jordanien (13)                                                       | - Kambodscha (3) - Kasachstan (58) - Katar (5) - Kirgisistan (13) - Korea, DVR (5) - Korea, Republik (28) - Kuwait (2) - Laos (4) - Libanon (3) - Malaysia (20) - Malediven (3) - Mongolei (11) - Myanmar (2) - Nepal (3) - Oman (5)                                                              | - Osttimor (2) - Pakistan (3) - Palästina (4) - Philippinen (7) - Saudi-Arabien (9) - Singapur (18) - Sri Lanka (13) - Syrien (3) - Tadschikistan (3) - Thailand (57) - Turkmenistan (10) - Usbekistan (37) - Vereinigte Arabische Emirate (7) - Vietnam (13)                                             |
| Afrika (497 Athleten aus 54 Nationen) | | |
| - Ägypten (68) - Algerien (30) - Angola (1) - Äquatorialguinea (3) - Äthiopien (11) - Benin (3) - Botswana (3) - Burkina Faso (4) - Burundi (5) - Dschibuti (5) - Elfenbeinküste (3) - Eritrea (9) - Gabun (5) - Gambia (5) - Ghana (5) - Guinea (3) - Guinea-Bissau (2) - Kamerun (16)                   | - Kap Verde (3) - Kenia (20) - Komoren (3) - Kongo, Demokratische Republik (5) - Kongo, Republik (2) - Lesotho (2) - Liberia (2) - Libyen (2) - Madagaskar (4) - Malawi (4) - Mali (3) - Marokko (20) - Mauretanien (2) - Mauritius (25) - Mosambik (6) - Namibia (11) - Niger (3) - Nigeria (17) | - Ruanda (3) - Sambia (14) - São Tomé und Príncipe (4) - Senegal (4) - Seychellen (3) - Sierra Leone (4) - Simbabwe (15) - Somalia (2) - Südafrika (70) - Sudan (2) - Südsudan (3) - Swasiland (3) - Tansania (4) - Togo (4) - Tschad (2) - Tunesien (38) - Uganda (5) - Zentralafrikanische Republik (2) |
| Ozeanien (252 Athleten aus 17 Nationen) | | |
| - Amerikanisch-Samoa (12) - Australien (88) - Cookinseln (1) - Fidschi (3) - Guam (4) - Kiribati (2) | - Marshallinseln (5) - Föderierte Staaten von Mikronesien (3) - Nauru (5) - Neuseeland (61) - Palau (2) - Papua-Neuguinea (3) | - Salomonen (12) - Samoa (17) - Tonga (12) - Tuvalu (1) - Vanuatu (21) |
| Sonstige | | |
| - Gemischte Mannschaft () | | |
| (Anzahl der Athleten) * erstmalige Teilnahme an Jugend-Sommerspielen | | |